# 윤성효
윤성효(尹星孝, 1962년 5월 18일 ~ )는 전 대한민국 축구 선수 및 현 지도자다.

## 선수 경력
연세대학교를 졸업하고 1985년 한일은행 축구단에 입단한 후, 포항제철, 대우 로얄즈 등에서 활약하다가 1996년에 수원 삼성 블루윙즈에 이적하였고, 수원에서 현역 생활을 마쳤으며 1993년 시즌 뒤 본인(윤성효)의 맞트레이드 상대였던 안성일은 1994년 시즌 후 대우의 취약 포지션인 미드필드 보강에 따라 김동기와 맞트레이드되어 대우에 복귀했고 이 과정에서 윤성효 안성일 두 선수는 1995년에 대우에서 한솥밥을 먹기도 했다.

## 지도자 경력

### 수원 삼성 블루윙즈
1999년 수원 삼성 블루윙즈에서 은퇴한 후, 수원의 트레이너를 거쳐 2군 코치로 지도자 생활을 시작하였다. 2000년에는 플레잉 코치로 잠시 현역에 복귀했었으며 이후 수원의 코치로 2003년까지 머물렀다. 2004년에는 숭실대학교 감독으로 부임해 전국 대학축구 선수권 등 8개의 트로피를 가져왔다. 숭실대학교에서 김영후, 박주호, 양상민, 온병훈, 고무열 등의 선수들을 발굴했다.
2010년 6월, 차범근 감독의 후임으로 수원 삼성 블루윙즈의 감독으로 부임하였다.
2010년 후반기에 팀을 맡아 리그 7위까지 끌어올리고 2010년 FA컵에서 팀을 우승시키며 기대감을 갖게 하였으나, 2011 시즌부터 한계가 드러나기 시작했다. 2011년 AFC 챔피언스리그 준결승에 진출하였으나, 알사드에 득실차로 밀려 결승 진출에는 실패하였다. 2011년 K리그에서는 최종 순위 4위를 기록하며 2012년 AFC 챔피언스리그 출전권 획득에도 실패하였다.
2012년 K리그에서도 시즌 초반 1위를 유지하는 등 좋은 출발을 보였으나 시간이 지나면서 결국 전술 부재와 한계를 드러내며 우승권에서 멀어지며 최종 순위 4위를 기록하였다. 2013년 AFC 챔피언스리그 티켓 획득 여부와 동시에 시즌 3·4위를 결정짓는 시즌 마지막 포항 스틸러스 원정 경기에서 0 – 3으로 대패하며 AFC 챔피언스리그 티켓의 자력 획득에도 실패하였다. 포항이 2012년 FA컵에서 우승했었기에 이미 AFC 챔피언스리그 진출을 확정지은 상태였고, 이에 따라 어부지리로 출전권을 따냈다.
결국 2012 시즌 종료 후 성적 부진과 전술 부재의 내용없는 축구로 팬들과 구단으로부터 경질 압박을 받았고, 2012년 12월 12일 감독직에서 스스로 물러나 수석 코치인 서정원에게 감독직을 넘겼다.
삼성이라는 모기업 자본에 큰 영향을 받았던 황금기를 그 같이 망쳐버린것이다. 숭실대 출신들을 대거 영입하는 등 당시 영입해온 선수들의 떨어진 기량과 달리 연봉과 몸값은 터무니 없이 비쌌고 후임 감독인 서정원과 수원 삼성 블루윙즈은 속히 말하는 윤성효의 잔해를 치우는데 힘을 많이 쏟았으나, 많은 투자에도 바뀌지 않는 구단의 실정에 모기업의 시선은 급격히 달라졌고 지원을 서서히 줄여나가 수원 삼성 블루윙즈 구단의 자립심을 기르게 하기 위한 행동을 실시하였다. 이는 당시 K리그에서 당대 최고의 지원을 받은 윤성효 감독이지만 감독의 "역량부족"으로 활약은 미비했기 때문이다. 윤성효 감독의 수원 삼성 블루윙즈은 그렇게 흑역사가 되어버렸다.

### 부산 아이파크
수원 감독 재임 기간 동안 유독 FC 서울과의 경기에 강한 모습을 보여 주었으며, 2010년 8월 28일 이후로 부산 아이파크의 감독으로 옮긴 첫 시즌이었던 2013년까지 FC 서울과의 라이벌 매치에서 8연속 무패 행진을 이어갔었다.
2012년 12월, 안익수가 성남 일화 천마로 옮기게 되자 안익수의 후임으로 부산 아이파크의 감독으로 부임하였다. 부산에서 어린 선수들을 이끌며 FC 서울, 전북 현대 모터스 등의 강팀을 격파하여 윤성효라는 이름과 아멘이라는 단어를 합성하여 효멘이라는 별명이 붙게 되었다. 또한 특히 수원 삼성 감독 당시부터 보였던 FC 서울에 강한 면모를 부산에서도 이어가자 '윤성효는 서울을 이기는 부적'이라는 의미에서 윤성효의 얼굴이 합성된 '성효 부적'이 주목을 받았다. 당시 부산 소속 임상협이 이를 응용하여 부적 세레모니를 보여주기도 하였다.
K리그 클래식 2013 정규리그 최종전이었던 포항전에서 역전승을 일구며 성남과의 골 득실차에서 앞서며 극적으로 상위 스플릿에 안착하였다. 상위 스플릿 마지막 경기에서는 울산을 꺾으며 최종 순위 6위를 기록하였으며, 부산과 무승부를 거두어도 우승을 확정지을 수 있었던 리그 1위 울산을 격파함으로 인해 울산이 남겨두고 있던 2위 포항과의 최종전을 극적인 상황으로 만들었다.
2015년 7월 13일 팀의 성적 부진으로 부산 아이파크의 감독직에서 해임되었고 팀은 창단 첫 강등의 수모를 당했다.

### 김해 시청
이후 고향인 김해시에서 꾸지뽕을 재배하며 잠시 야인 생활을 하다가, 2017 시즌을 앞두고 계약이 만료된 김귀화 감독의 후임으로 내셔널리그 축구팀인 김해시청의 감독에 취임했다.
2018년 3월 9일, 윤성효 감독, 자식같은 선수들에게 갑질 논란이 일었다. "우리는 윤성효 감독에게 장난감 취급 당했다"라는 제목으로 스포츠니어스 김현회, 홍인택 기자가 취재하였다. 기사에 의하면 선수들은 축구판이 좁아서 윤성효 감독의 영향력과 그로 인한 해꼬지가 두려워 그러한 갑질을 당하고 있었다고 한다. 그게 사실이라면 참으로 분통터질 일이지만, 부디 그 영향력, 앞으로 좋은 곳에 쓰여지길 기대하여 본다.

## 기타 경력
- 2010년 7월 ~ 현재 : 숭실대학교 생활체육학과 겸임교수

## 수상 내역

### 지도자

#### 수원 삼성 블루윙즈(코치)
- 대한민국 슈퍼컵 : 2000
- K-리그 컵대회 : 2000, 2001
- 대한민국 FA컵 : 2002
- 아시아 클럽 선수권 : 2001, 2002
- 아시아 슈퍼컵 : 2001, 2002

#### 숭실대학교
- 전국대학축구선수권 : 2005, 2006, 2009
- 춘계대학연맹전 : 2006
- 추계대학연맹전 : 2005, 2007, 2008
- 전국체전 : 2007

#### 수원 삼성 블루윙즈
- 대한민국 FA컵 : 2010